# Lac de Saint-Pée-sur-Nivelle
Le lac de Saint-Pée-sur-Nivelle est un lac français des Pyrénées, dans le département des Pyrénées-Atlantiques en région Nouvelle-Aquitaine.

## Géographie
Le lac est situé à 2 km du centre de la commune de Saint-Pée-sur-Nivelle. Il mesure 12 hectares. Il est alimenté par 4 sources. Il est sur le bassin versant de la Nivelle, petit fleuve côtier d'Aquitaine. On peut y accéder par le nord par la D89 depuis Ustaritz ou par le sud par la D918 depuis Souraïde où le centre de Saint-Pée. 
Niché au cœur des Pyrénées-Atlantiques, est un joyau naturel d'une grande diversité topographique. Le lac est caractérisé par une forme irrégulière, bordée de collines verdoyantes et de forêts denses qui descendent en pente douce vers ses rives. Il présente une profondeur moyenne d'environ 5 mètres, avec des zones plus profondes atteignant près de 9 mètres. Son fond est composé de sédiments argileux et de sable fin, créant un habitat idéal pour une variété d'espèces aquatiques.  
Sous la surface calme du lac, la faune aquatique prospère dans un écosystème riche et varié. Les eaux abritent une multitude d'espèces de poissons, comme le brochet, la perche, et le gardon, ou encore le Neilou (espèce endémique) qui trouvent refuge parmi les herbiers et les structures immergées. On observe également la présence de quelques mollusques et crustacés, contribuant à l'équilibre écologique du lac. Dans les zones les plus profondes, les poissons-chats patrouillent.

## Aménagements
Le lac a été aménagé en base de loisir, permettant la baignade ou l’activité nautique comme le canoë ou le pédalo. Il est au centre d'un réseau de chemins de randonnée. On peut aussi noter la présence de parcours acrobatiques en hauteur, de courts de tennis ou de toboggan. L’été, un parc aquatique, l’Aquazone Wipeout, est ouvert. La baignade est surveillée du 5 juillet au 31 août. Autour du lac se trouvent quelques restaurants. Des installations complémentaires pour la population, comme des douches, ou des places de stationnement sont également mises à dispositions. Le lac est également accessible par bus, par les lignes 44 et 46 du réseau Txik Txak.

## Événements
Ses berges accueillent chaque année pour un week-end aux alentours du 10 mai l'Herri Urrats, au profit des ikastola, écoles dispensant un enseignement en basque.
Le festival n’a pas eu lieu en mai 2020 du fait de l’épidémie de coronavirus. Il a été reporté en septembre 2020   puis finalement totalement annulé à la suite des restrictions mises en place par le gouvernement. 